# Jüdisches Theater

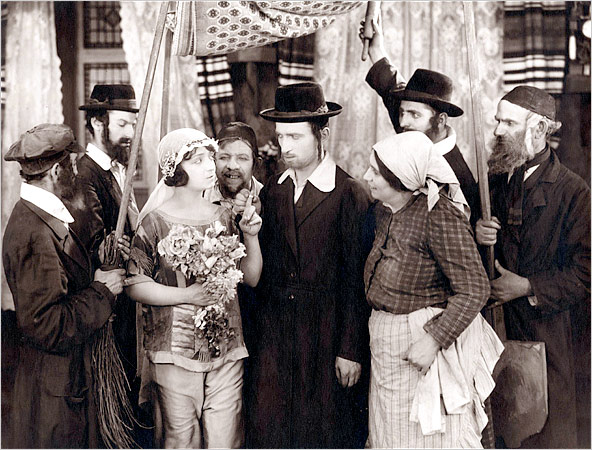
Molly Picon und Jacob Adler in New York

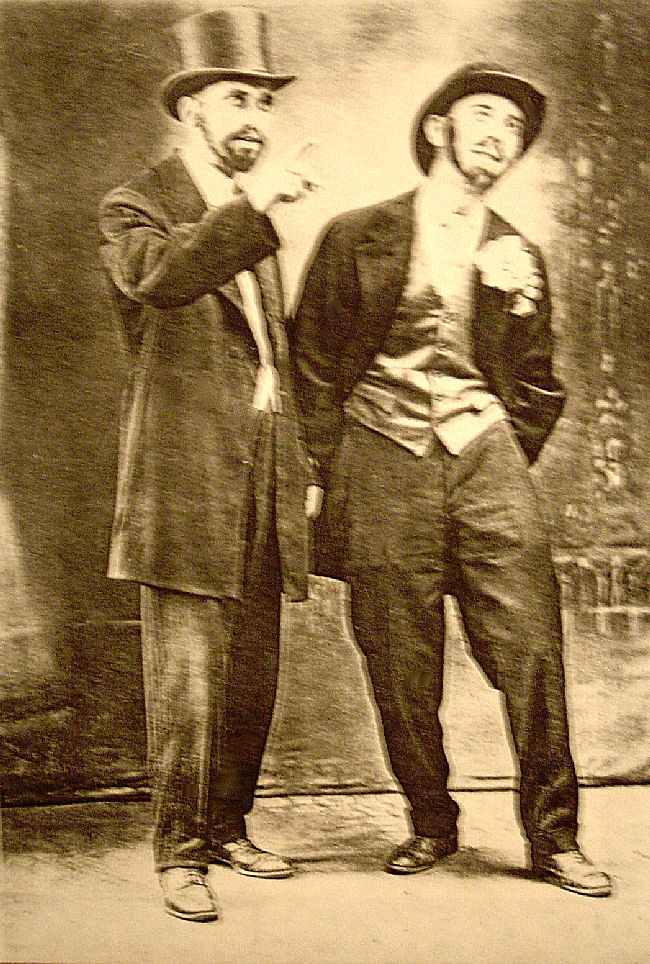
Vaudeville-Theater

Jüdisches Theater ist eine von jüdischen Künstlern gestaltete Darbietung von Sprech- und Musiktheater. Es umfasst die ganze Bandbreite von Drama, Revuen, Kabarett, Kleinkunst bis zu Operette und Singspiel.
Einen Höhepunkt erlebte das jüdische Theater als spezifisch jiddisches Theater zwischen dem späten 19. Jahrhundert und dem Zweiten Weltkrieg, als jiddische Bühnen und Theatertruppen in großen Teilen Ost- und Ostmitteleuropas und zunehmend auch in Westeuropa und Amerika aktiv waren.

## Ursprünge
Weder biblische noch talmudische Literatur enthält etwas, was als Theater oder Drama im modernen Sinne verstanden werden kann. Dramatische Rudimente, d. h. eine Kombination von Gesang und Tanz, sind zwar im Lied von Moses (Exodus 15) und dem Hohelied enthalten, und das Buch Ijob hält sich an allgemeine dramatische Prinzipien: es enthält Dialoge, Beschreibungen von Charakteren und dramatische Zwischenfälle. Einige Bühnenaufführungen dieses biblischen Buches haben jedoch vor Augen geführt, dass es keineswegs zu Aufführungszwecken geschrieben wurde.

### Nachbiblische Periode
Der einzige dramatische jüdische Autor der nachbiblischen Periode ist Ezechiel aus Alexandria, der im ersten vorchristlichen Jahrhundert lebte und ein Stück namens Exagoge schrieb, das den Auszug aus Ägypten (Exodus) beschreibt. Von diesem Stück sind knapp 300 jambische Verse erhalten. Die Rabbiner standen im Allgemeinen den Theatern, Amphitheatern und Zirkussen der umgebenden hellenistisch-römischen Welt ablehnend gegenüber. Diese Einstellung wurde zunächst nicht allgemein geteilt; Herodes ließ in einigen Städten Palästinas, darunter auch Jerusalem, Theater, Amphitheater und Hippodrome erbauen. Nachdem aber im zweiten nachchristlichen Jahrhundert die Tragödien immer mehr durch grobschlächtige Komödien ersetzt wurden, in denen zum Teil Juden und ihr Brauchtum zum Opfer des Gespötts wurden, verboten die Rabbiner schließlich sogar, am Bau eines Stadions oder Amphitheaters teilzunehmen. (Avoda sara 16a).
In Rom gab es während der Regierungszeit des Kaisers Nero Juden auf der römischen Bühne sowie auch im Publikum. Ein jüdischer Schauspieler namens „Aliturus“ oder „Alityros“ wird von Flavius Josephus als kaiserlicher Favorit beschrieben.

## Purimspiele und Haskala

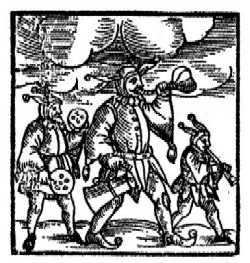
Purimspieler, Amsterdam 1723

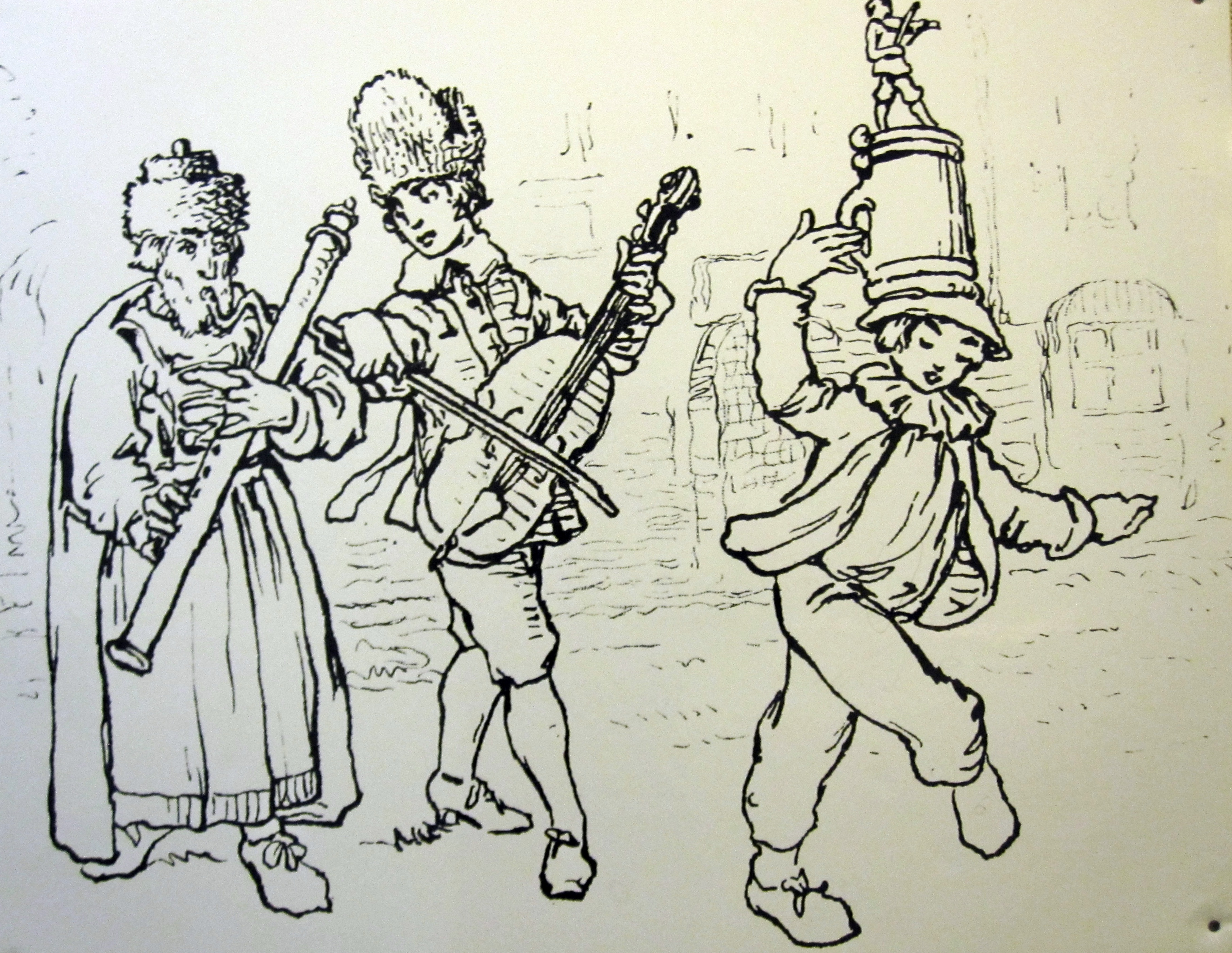
Jüdische Musikanten, Prag 1741

Jiddisches Theater, das heißt Theateraufführungen in jiddischer Sprache, entwickelte sich aus Purim-Spielen, die ähnlich den christlichen Passionsspielen im Mittelalter entstanden.
Ein Kontakt mit dem christlichen Mysterienspiel ergab sich in Italien zur Zeit der frühen Renaissance. Im 16. Jahrhundert war Mantua berühmt für seine höfische Pracht und wurde zum Zentrum des neuen italienischen Dramas. Die dortige jüdische Gemeinde zählte etwa 2000 Personen und war in hohem Maße an der Ausstattung und Bezahlung von Aufführungen zur Unterhaltung der herrschenden Herzöge beteiligt. 1489 führte die jüdische Gemeinde von Pesaro auf eigene Kosten die Geschichte von Judith und Holofernes auf, zur Feier der Hochzeit von Giovanni Sforza mit Maddalena Gonzaga, der Tochter des Herzogs von Mantua.
Wesentliche Grundvoraussetzung für die Entstehung des jüdischen Theaters waren die Reformen von Moses Mendelssohn im 18. Jahrhundert, die eine neue geistige Orientierung und Aufklärung (Haskala) brachten. Einschränkungen wie Verkleidungs- und Schauspielverbote (mit Ausnahme von Purim) sowie das Bilderverbot wurden dadurch aufgeweicht oder, im modernen Judentum, abgeschafft.
So wurde etwa aus dem Purimspiel die komische Tradition des Badchen fortgeführt, und eine gewisse Vorreiterrolle hatten auch jüdische Volkssänger, von denen die Broder Singer am Bekanntesten wurden. Diese Sänger, die in Gasthäusern Menschen mit teils gespielten Liedern und Monologen unterhielten, waren vor allem in Osteuropa verbreitet.

## Jiddisches Theater

### Anfänge
Die erste nachgewiesene Aufführung eines jiddischen Theaterstückes, Serkele von Solomon Ettinger, fand 1862 im Rabbinerseminar in Shitomir in Wolhynien im damaligen Russischen Reich (heute Ukraine) statt.
Als Vater des modernen jiddischen Theaters wird Abraham Goldfaden angesehen. Dieser war selbst Schüler in Shitomir gewesen und verfasste jiddische Dramen und Lyrik, mit denen er das jiddische Theater jahrzehntelang entscheidend prägte.
1876 gründete er in Iași, Bukowina das erste jiddische professionelle Theater. Auch in Bukarest fand die erste jiddische Vorstellung 1876 statt. Es entstanden Wandertheater unter anderem von Jizchok Leib Perez, Israel Grodner, Jacob Adler in Österreich-Ungarn und Abraham Kamiński im Russischen Reich. Aufgeführt wurden Stücke von Goldfaden, Perez, Scholem Alejchem und zahlreichen anderen.

### Ausbreitung nach Westeuropa und in die USA
Nachdem die russische Regierung 1883 Theateraufführungen auf Jiddisch verboten hatte, emigrierten zahlreiche jüdische Schauspieler in den Westen und gründeten jiddische Theater in Paris, London, den USA (New York) und Südamerika (Buenos Aires, 1901).
Jakob Gordin schrieb seit den 1870er Jahren viele Theaterstücke, darunter zahlreiche jiddische Adaptionen von Werke der Weltliteratur wie Goethes Faust, Shakespeares König Lear, Molières Der eingebildete Kranke, Tolstois Kreuzersonate u. a.
1896 hatten in Berlin die Brüder Herrnfeld ein jüdisches Dialekt-Theater gegründet. 1908 entstand in Wien als erstes die Jüdische Bühne durch Hugo Zuckermann und Oskar Rosenfeld (vgl. Jüdisches Theater in Wien).
Eine vorherrschende Rolle spielten Unterhaltungstheater wie Revuen, Kabarett und Vaudeville.

### Entwicklung seit 1914
In Russland konnten sich seit 1916 einige neue Theater gründen, wie die Wilnaer Truppe oder das Habima-Theater in Moskau. Diese spielten Dramen, häufig abgeleitet aus zeitgenössischer und klassischer europäischer Literatur, und entwickelten dabei eine eigene Ästhetik. Auch die nach dem Ersten Weltkrieg im östlichen Mitteleuropa neu gebildeten Nationalstaaten wie Polen, die Tschechoslowakei oder auch Rumänien boten der Entwicklung des jiddischen Theaters neue Möglichkeiten.

#### Sowjetunion
Die Geschichte des jiddischen Theaters in der Sowjetunion ist untrennbar mit dem Namen von Alexander Granowski verbunden. 1919 gründete er im damaligen Petrograd ein Studio, das ein Jahr später nach Moskau ging und dort unter dem Namen Staatliches Jüdisches Theater bis zu seiner Schließung 1949 eine wichtige Rolle spielte.
Das Habimah-Theater aus Moskau zog dagegen zu einer Tournee nach Westeuropa, von der es nicht mehr zurückkehrte. Aus ihm entstand 1951 das staatliche Habimah-Theater in Tel Aviv.
Das Staatliche Jüdische Theater Moskau und Granovsky wurden 1928 wegen „rechten Abweichlertums“ angeklagt. Sie unternahmen im selben Jahr eine erfolgreiche Tournee durch Deutschland, Österreich und Frankreich. Granowski kehrte nicht mehr in die Sowjetunion zurück. Eine weitere wichtige Figur des jiddischen Theaters in der Sowjetunion ist Solomon Michailowitsch Michoels, der 1948 auf bis heute nicht ganz geklärte Weise in Minsk bei einem Autounfall ums Leben kam.
In der Sowjetunion existierten etliche jüdische Theater wie in Lwiw, Taschkent, Birobidschan oder  Frunse.

#### Ostmitteleuropa

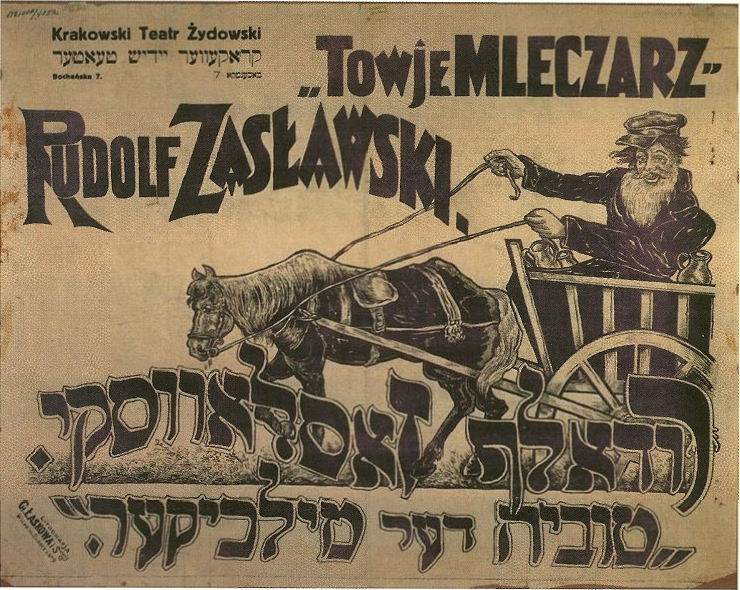
Jüdisches Theater Krakau, Tewje der Milchmann von Scholem Alejchem

In Polen und Rumänien entstanden in den Gebieten mit großer jüdischer Bevölkerung zahlreiche Theater, unter anderem in Warschau und in Bukarest. Diese setzten auch wichtige Impulse für die Entwicklung des sich entwickelnden jungen jüdischen Films.

#### USA
In New York erlebte das jiddische Theater in den ersten Jahrzehnten des 20. Jahrhunderts mit den Dramen von Jacob Gordin seine „goldene Ära“. Ab den 30er-Jahren konzentrierte sich die jüdische Theaterszene zunehmend auf New York, wo auch der jiddische Film seine Blütezeit erlebte. Die 1915 gegründete Folksbiene („Volksbühne“) spielt bis heute.

## Israel
In Israel entstanden nach 1948 zunächst nur hebräischsprachige Theater wie das Habimah-Nationaltheater in Tel Aviv. Das Interesse für jiddisches Theater erwachte hier erst in den 1970er-Jahren. Anspruchsvolles Theater bietet seit damals YidiSphil in Tel-Aviv.

## Gegenwart
Jüdische und jiddische Theater gibt es weltweit in Israel (Tel Aviv), Nordamerika (New York, Montréal), Südamerika und Europa (Wien, Berlin, Bukarest, Paris, Straßburg u. a.).
In Deutschland gibt bzw. gab es folgende jüdische Theater:

### Theater Michoels in Köln
In Deutschland gründete der „Verein zur Förderung der jüdischen Kultur und zur Errichtung des ersten jüdischen Kultur- und Theaterhauses in Deutschland e. V.“ im Jahr 1996 in Köln das erste jüdische Theater- und Kulturhaus Deutschlands der Nachkriegszeit, das „Theater Michoels“. Bei Inszenierungen wie „Die Juden“ oder „Mit a bissel Massel“ gilt das Motto „Lachen bis der Rabbi kommt“. Mit Augenzwinkern werden Schwächen und Neurosen, aber auch die üblichen Vorurteile auf die Schippe genommen.
Die Grundsteinlegung war im Jahr 2000. Ein Jahr später zog das Theater Michoels in das Interimsdomizil im Kunsthaus Rhenania im Kölner Rheinauhafen. Danach verfügte das Theater über eine Probebühne im Interkulturellen Zentrum in der Annostrasse im Kölner Süden und trat in ganz Deutschland auf. Im Jahr 2014 wurde diese Bühne erweitert und eigene Spielstätte fertiggestellt. Zu den Aktivitäten des Theaters gehören die erfolgreiche Kulturreihe „Jüdische Impressionen“ sowie das theaterpädagogische Bildungsprojekt für Schüler und Jugendliche „BeWahren für die Zukunft“.

### Theater Mechaje in Rostock
In Rostock wurde Anfang 1997 das Jüdische Theater „Mechaje“ von seinem Regisseur und künstlerischen Leiter Michail Beitman-Korchagin offiziell gegründet. Das Theater zeigt in seinen komödiantischen, ernsthaften und künstlerisch-musikalischen Inszenierungen Ausschnitte aus jüdischer Kultur, Traditionen und Lebensweisen. In den ersten Jahren war das „Mechaje“ in der jüdischen Gemeinde Rostocks untergebracht und gastierte an Spielstätten im Volkstheater Rostock. Für sein Engagement im jüdisch-deutschen Dialog wurde „Mechaje“ 2007 mit dem Kulturpreis des Landes Mecklenburg-Vorpommern geehrt. Im Jahre 2010 eröffnete es einen Musik-Theater-Salon, in dem es seitdem sowohl seine Eigenproduktionen aufführt, als auch Gastkünstler einlädt. Neben seinen regelmäßigen Auftritten in Rostock befindet sich „Mechaje“ oft auf Gastspielreisen. Es gastierte in mehr als 60 Städten Deutschlands und Europas. Obwohl häufig humorvoll unterhaltend, erzeugte „Mechaje“ seine deutschlandweit bisher größte Aufmerksamkeit mit seinem Drama „Splitter der Kristallnacht“, in dem die Ereignisse um die Pogromnacht herum aufgearbeitet werden. Zum Schaffensbereich des Theaters zählt ebenso der seit 1996 bestehende Kinderzirkus „Wölkchen“, der 2013 Sieger des bundesweiten Wettbewerbs „Jugend stärken“ in Berlin wurde.

### Jüdisches Theater Bimah in Berlin
In Berlin wurde im Jahre 2001 von dem israelischen Regisseur und Schauspieler Dan Lahav das „Jüdische Theater Bimah“ gegründet. Nach seinen Anfängen am Hohenzollerndamm und Stationen in der ehemaligen „Filmbühne am Steinplatz“ sowie in der Neuköllner Jonasstraße hatte das Theater vom Herbst 2011 bis zum Frühjahr 2014 seine Spielstätte im Berliner Admiralspalast. Dort standen vor allem zeitgenössische Stücke israelischer, englischsprachiger, US-amerikanischer und deutsch-jüdischer Autoren auf dem Spielplan. So zum Beispiel „Bent“ von Martin Sherman, „Das Zimmer“ von Harold Pinter oder Stücke wie „Das Geheimnis der Pianistin in der 5. Schublade“ – mit stark autobiographischen Zügen des Intendanten Dan Lahav und seiner hamburgisch-jüdischen Familiengeschichte. „Esther Glick“ ist die fiktive Geschichte der ersten jüdischen Detektivin, die die Eingebungen zur Lösung ihrer Fälle beim Kochen bekommt. Besonders für Aufsehen sorgt die Inszenierung „Eine Unglaubliche Begegnung im Romanischen Café“, in der eine fiktive Begegnung von Lotte Lenya, Else Lasker-Schüler, Kurt Tucholsky und Friedrich Hollaender einen Tag vor ihrer Emigration aus Nazi-Deutschland auf die Bühne gebracht wird. In der Inszenierung „Shabat Shalom“ erlebt das Publikum einen Freitagabend in einer jüdischen Familie. Abende zu Kurt Tucholsky und Ephraim Kishon ergänzen das Programm. Das Theater fühlt sich außerdem der politischen und gesellschaftspolitischen Bildungs- und Erziehungsarbeit verpflichtet, so durch die Unterstützung von Aus- und Weiterbildungsmaßnahmen bei Migranten oder der Polizei. Im März 2014 schloss das „Jüdische Theater Bimah“ in der Friedrichstraße seine Pforten, und das Amtsgericht Charlottenburg eröffnete am 15. April 2014 das Insolvenzverfahren.
Als „Theater Größenwahn“ feierte die deutsch-jüdische Bühne Bimah im Sommer 2015 jedoch ihre Wiedereröffnung in der Meinikestraße 24 am Kurfürstendamm. Der neue Name ist nicht nur Ausdruck von Selbstironie, sondern vielmehr eine augenzwinkernde Hommage an das legendäre „Kabarett Größenwahn“, das in den 1920er-Jahren nur einen Steinwurf entfernt am heutigen Kranzler-Eck im ehemaligen „Café des Westens“ ein Zentrum des Berliner Geisteslebens darstellte. Jener Tradition fühlt sich das Theater verpflichtet und räumt scharfsinniger Satire mit jüdischem Witz den größten Raum auf dem Spielplan ein. Daneben spielen auch ehrgeizige Projekte des interkulturellen Brückenbaus eine wichtige Rolle. Im Projekt „Shalom – Salam, wohin?“ treffen jüdische, muslimische und christlich geprägte Jugendliche aufeinander, um die Problematik des neuen Antisemitismus und des Antiislamismus vor dem Hintergrund einer Liebesgeschichte zu thematisieren.

### Theater Schachar in Hamburg
Von 1998 bis 2004 gab es in Hamburg das Theater Schachar.